# Mirosław Golon
Mirosław Tadeusz Golon (ur. w 1964 w Olsztynie) – polski historyk.

## Życiorys
W 1984 zdał maturę w IV Liceum Ogólnokształcącym im. Marii Skłodowskiej-Curie w Olsztynie i podjął studia historyczne na Uniwersytecie Mikołaja Kopernika w Toruniu. Ukończył je z wyróżnieniem (Najlepszy Absolwent UMK) w 1989 pod opieką Teresy Gilas.
Po studiach został zatrudniony jako asystent stażysta, a od 1991, po służbie wojskowej – asystent w Instytucie Historii i Archiwistyki UMK.
Stopień doktora nauk humanistycznych w zakresie historii uzyskał w 1999. Tematem rozprawy doktorskiej była Polityka radzieckich władz wojskowych i policyjnych na Pomorzu Nadwiślańskim w latach 1945-1947, a promotorem Ryszard Kozłowski.
Jest dyrektorem Oddziału Instytutu Pamięci Narodowej -  Komisji Ścigania Zbrodni przeciwko Narodowi Polskiemu w Gdańsku, członkiem PTH, TNT. Od 2018 do 2022 członek Rady przy Muzeum II Wojny Światowej w Gdańsku.
Jego zainteresowania badawcze dotyczą stosunków polsko-radzieckich w latach 1944-1956, historii Pomorza Nadwiślańskiego po 1945 roku, konspiracji niepodległościowej w latach 1944-1956 oraz mniejszości narodowych w Polsce w XX wieku.
Jest autorem ok. 90 pozycji: książek, monografii w pracach zbiorowych, książki pod współredakcją, ponad 50 artykułów i innych publikacji. Wydał także kilkanaście artykułów i notatek popularyzatorskich.
W 2010 odznaczony Złotym Krzyżem Zasługi za zasługi w dokumentowaniu i upamiętnianiu prawdy o najnowszej historii Polski. W 2020 otrzymał Krzyż Kawalerski Orderu Odrodzenia Polski.

## Wybrane publikacje
- Polityka radzieckich władz wojskowych i policyjnych na Pomorzu Nadwiślańskim w latach 1945-1947, Wyd. UMK, Toruń 2001, ss. 378
- Historia Elbląga, tom V (1945-1975), Część 1. Historia polityczna i gospodarka Elbląga, Wyd. „Marpress”, Gdańsk 2006, ss. 337 (praca wydana w ramach: Historia Elbląga. Opracowanie zbiorowe pod red. Andrzeja Grotha).
- Dzieje Nieszawy, t. II, 1945-1990, Wyd. Urząd Miejski w Nieszawie i Towarzystwo Naukowe w Toruniu, Toruń 2005, ss. 286., ISBN 83-87639-70-2
- Historia Kwidzyna w latach 1945-1957, [w:] Kwidzyn. Dzieje miasta, t. II, pod red. K. Mikulskiego i J. Liguz, Kwidzyńskie Centrum Kultury, Kwidzyn 2004, s. 7-345.
- Historia Wąbrzeźna w latach 1945-1990, [w:] Historia Wąbrzeźna, tom II, red. Krzysztof Mikulski przy współpracy A. Czarneckiego, Wyd. Urząd Miejski w Wąbrzeźnie, Wąbrzeźno 2005, s. 7 – 437.
- Ambasadorowie Stalina – radzieccy dyplomaci w Europie Środkowo-Wschodniej i na Bałkanach w latach 1944-1953 (2005)